# 독일의 마약 규제
독일의 마약 규제에 대하여 설명한다.

## 독일의 마약법의 변천
- 1725년 프로이센에 약품에 관한 칙령이 있었다. 이것은 마약에도 적용되었으며, 이 칙령에 따르면 의약교육을 받지 않은 약국의 소유자 및 점원도 제한없이 약품을 판매할 수 있었기 때문에 유통되는 약품의 질이 보장되지 않았다.
- 1794년 프로이센일반란트법: 프리드리히 대왕의 명에 의하여 만들어진 프로이센일반란트법은 약사만이 약품을 팔 수 있다고 규정하였다.
- 1872년 3월 25일의 황제령: 약품의 질을 보장하고 그것을 다룰 능력이 없는 자의 약품거래를 금지하는 것이 목적이다.
- 1921년 1월 1일 헤이그 마약협정의 시행을 위한 법률이 발효되었다. 모르핀과 코카인의 남용을 방지하는 것이 목적이었다. 또 처음으로 국민건강에 관하여 직접적인 관심을 가진 마약법이기도 하다.
- 1930년 1월 1일 마약류에 관한 제 1차 및 제 2차 헤이그협약을 국내에 적용하기 위하여 1929년에 아편법이 개정되고 1930년 1월 1일부터 시행되었다. 국민을 마약의 남용에서 보호하고 특정 마약류를 연구목적 또는 치료 목적으로만 사용할 수 있도록 규정하는 것이 목적이다.
- 1971년 증가하는 마약류남용에 대처하기 위해 독일은 1971년 기존의 아편법을 개정하여 "마약법"을 탄생시켰다. 이것은 처음으로 판매자와 사용자에 대한 처벌을 구분한 것이다.
- 1981년 당시의 법제도가 마약억제에 효과적이지 않다고 판단한 독일은 '처벌 대신 치료'라는 표어를 걸고 마약류 유통에 관한 법률을 제정하였다.
- 1992년 및 1994년에 마약법이 크게 개정되었다. 마약조직에 대응하기 위한 구성요건을 확장, 가중시켰고, 마약사용자들에게 유리한 방향으로 법이 개정되었다. 그러나 당시 독일의 주된 관심사는 통일이었기에 충분한 개정이 이루어지지 않았다.
- 2000년 이후 마약남용예방과 중독자 치료정책의 강화되었다.

## 마약류 통제 법규

### 마약류 소비와 마약류 소지
독일법상 스스로 마약을 소비하고 이로 인해 발생하는 자기 건강의 침해는 형법적으로 처벌이 불가능하다. 단 마약의 소비를 위해 무허가로 마약을 소지한 경우는 마약법 제29조 제1항에 따라 처벌된다.

### 예방 치료 및 재활
'처벌 대신 치료'라는 표어를 내건 독일의 마약법 답게 유죄선고를 받은 자가 마약류중독이 원인이 되어 범행을 저지른 경우에 검사는 법원과의 동의 하에 2년 이하의 자유형의 집행을 최대 2년까지 유예할 수 있다. 그러나 이러한 집행유예를 받으려면 범죄자가 마약중독을 치료하는 과정에 있어야 한다. 이런 마약중독자들을 수용하는 시설은 중독자의 상태를 관할 검사에게 보고할 의무를 가진다. 치료가 중단된다면 집행유예는 취소되고 형벌이 집행된다. 반면 마약중독의 치료가 성공적으로 끝나면 치료기간은 자유형의 형기에서 차감된다.

### 원료물질 규제법규
독일의 원료물질감시법은 마약류의 불법생산을 위한 원료물질의 이용을 막는 것이 목적이다. 동법 제29조 제1항에 의하면, 원료물질을 불법생산하거나 판매, 반입 수출등 모든 거래행위에 대해 5년이하의 자유형 또는 벌금형에 처한다고 규정한다. 이 중 특별히 중한 사례에서는 1년 이상 15년 이하의 자유형에 처해지게 되는데, 이는 조직적으로 마약원료를 생산, 판매하는 행위이다.

### 자금세탁과 몰수
마약류 판매로 번 자금의 세탁을 규제하는 법안에는 형법 제261조와 자금세탁법이 있다.
- 형법 제261조: 형법 제261조에 의하면, 마약법 제29조 제1항 제1호 및 원료물질감시법 제29조 제1항 제1호의 경죄로 인하여 생긴 대상물을 은닉하거나 그 출처를 위장하거나 출처의 수사, 그 대상물의 발견, 추징, 몰수 또는 압류를 방해하거나 위태롭게 한 자는 3년 이상 5년 이하의 자유형에 처해지게 된다.
- 자금세탁법: 자금세탁법은 15,000유로부터 현금거래를 포함한 혐의를 가진 자금거래에 대해 금융기관의 확인의무를 규정하고 있다. 이것은 은행 및 보험회사가 부담하게 되며 확인 대상은 현금으로 거래하는 모든 사람이다. 자금거래에 관한 금융기관의 확인사실을 넘겨받으 그에 대한 법적 대처를 담당하고 있다.

## 마약류 규제 기관

### 마약류 관련 예방 및 보건정책기구
연방보건부
연방보건부는 예방과 치료분야 및 마약류 및 원료물질의 거래의 분야에서 입법과 정책을 조정하는 역할을 담당한다. 
연방약품의약품연구소
연방보건부의 하부조직으로서 이 기관은 약품의 허용, 약품의 위험성 평가, 독일과 외국간의 마약류거래를 감시하는 임무를 맡고 있으며 이미 시장에 나온 약품 관련 생산품을 규제하는 기능도 가지고 있다. 또한 이 연구소는 합성약물의 경보체계에 대해 약물에 대한 위험성도 평가한다. 그리고 처방전양식의 교부를 통하여 마약류 처방에 있어서 규제를 실시하기도 한다.
로베르트 코흐 연구소
연방보건부의 하부조직으로서 국민들의 건강을 위협하는 요소를 감시할 뿐 아니라 효과적으로 보호하기 위한 과학적 조치들을 연구한다. 또한 진단방법론, 실험방법론 또는 전염방법론 등을 개발하는 것도 이 연구소의 주요 임무에 속한다. 마약류와 관련해 연구소는 연례건강보고서를 발간하는데, 이것은 유럽연합마약류기관의 독일지부의 업무에 큰 도움을 준다.
연방보건계몽청
연방보건부의 하부조직으로서 국민들의 건강에 관한 의식을 제고시키기 위해 언론을 통하여 약물중독방지 등에 관한 켐페인 활동 수행. 이 점에서 연방보건계몽청은 마약에 대해 초기예방과 관련된 업무를 담당하고 있다고 할 수 있다.

### 마약류 범죄의 수사기구
연방범죄수사청
연방범죄수사청의 주된 임무는 각종 범죄정보를 수집, 평가, 수사기술적 연구 및 형사소추기관의 요청에 의한 감정서 작성 등의 업무를 담당한다. 그러나 일반 경찰처럼 직접 범죄의 수사업무를 수행하지는 않는다.(국제적인 차원의 범죄에는 예외)
주범죄수사청
독일의 각 주는 범죄대응에 관련해 연방차원의 협동을 증진시키기 위해 주범죄수사청을 설치한다. 마약류 범죄사건에 일차적으로 개입되며, 각 주에서 일어나는 마약류 범죄의 수사 뿐 아니라 그 범죄의 통계를 작성한다.
연방관세범죄수사청
연방관세범죄수사청은 세관수색 업무와 관세법규 위반범죄를 관할로 한다. 특히 마약류를 생산하는 원료의 거래를 감시하고 연방형사청과 공동으로 수사팀을 구성해 자금세탁을 수사, 규제한다.

## 독일 마약류 통제기관의 특징
연방제 국가인 독일은 마약류 보건정책과 수사문제에 대해 연방차원과 주 차원으로 이분화된다. 따라서 마약범죄 방지에 관련된 다양한 조직들 간의 업무를 조정하고 지휘할 수 있는 단일화된 조직이 요구되나, 현재는 존재하지 않는다. 현재 독일의 마약류 규제기관들은 개별 조직마다 자신에게 부여된 업무관할권에 맞게 각각의 임무를 병렬적으로 수행하고 있다.